# Kolan
Kolan es un municipio de Croacia en el condado de Zadar.

## Geografía
Se encuentra a una altitud de 106 m s. n. m. a 319 km de la capital nacional, Zagreb.

## Demografía
En el censo 2011 el total de población del municipio fue de 791 habitantes, distribuidos en las siguientes localidades:
- Kolan - 379
- Kolanjski Gajac - 17
- Mandre - 395

| Gráfica de población de Kolan 1857-2011                             |
|                                                                     |
| Según los censos de población de la oficina estadística de Croacia. |